# Nhóm ngôn ngữ Ý-Dalmatia
Nhóm ngôn ngữ Ý-Dalmatia hay nhóm ngôn ngữ Trung Rôman là một nhóm ngôn ngữ thuộc nhóm ngôn ngữ Rôman được nói ở Ý, Corse (Pháp) và trước đây là ở Dalmatia (Croatia).
Nhóm ngôn ngữ Ý-Dalmatia có thể được chia thành:
- Ý-Rôman bao gồm hầu hết các ngôn ngữ Ý trung và nam.
- Rôman Dalmatia bao gồm tiếng Dalmatia và tiếng Istria.

Bốn nhánh thường được chấp nhận của nhóm ngôn ngữ Rôman là Tây Rôman, Ý-Dalmatia, Sardegna và Đông Rôman. Nhưng có những cách phân loại ngôn ngữ Ý-Dalmatia khác có thế sau đây:
- Ý-Dalmatia đôi khi được phân loại trong nhóm ngôn ngữ Đông Rôman (bao gồm tiếng România).
- Ý-Dalmatia đôi khi được đưa vào nhóm ngôn ngữ Tây Rôman (bao gồm các ngôn ngữ Gallicia và Iberia) thành nhóm ngôn ngữ Ý-Tây.
- Ý-Rôman đôi khi được đưa vào trong nhóm Ý-Tây, với Rôman Dalmatia được đưa vào trong nhóm Đông Rôman.
- Tiếng Corse (từ nhóm Ý-Dalmatia) và tiếng Sardegna đôi khi được kết hợp với nhau thành nhóm ngôn ngữ Nam Rôman hoặc Rôman hải đảo.

## Ngôn ngữ
Dựa trên tiêu chí về sự thông hiểu lẫn nhau, Dalby liệt kê bốn ngôn ngữ: tiếng Corse, tiếng Ý (Tuscan - Trung Ý), tiếng Napoli-Sicilia và tiếng Dalmatia.

### Rôman Dalmatia
- Tiếng Dalmatia từng được nói ở vùng Dalmatia của Croatia. Nó đã biến mất vào thế kỷ 19.
- Tiếng Istria là một ngôn ngữ bị đe doạ được nói ở tây nam của bán đảo Istria, Croatia.

### Veneto
Tiếng Veneto đôi khi được thêm vào nhóm Ý-Dalmatia khi nó bị loại khỏi nhóm ngôn ngữ Gallo-Ý, và sau đó thường được nhóm với tiếng Istria.

### Tuscan

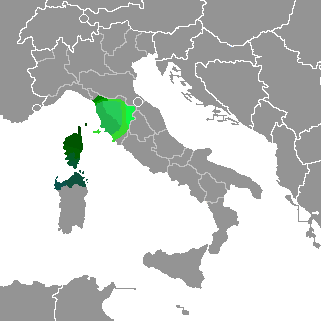
Các phương ngữ Tuscan.

- Tiếng Tuscan-Corse: nhóm phương ngữ được nói ở vùng Toscana của Ý và đảo Corse của Pháp. Tiếng Corse được nói ở Corse, được cho là hậu duệ của tiếng Tuscan.[4]

### Ý
- Tiếng Ý là một ngôn ngữ chính thức ở Ý, Thụy Sĩ, San Marino, Thành Vatican và miền tây Istria (ở Slovenia và Croatia). Nó từng có vị thế chính thức ở Albania, Malta và Monaco, nơi nó vẫn được sử dụng rộng rãi, cũng như ở Đông Phi thuộc Ý và Lybia thuộc Ý cũ, nơi nó đóng một vai trò quan trọng trong các lĩnh vực khác nhau. Tiếng Ý cũng được nói bởi các cộng đồng hải ngoại lớn ở Châu Mỹ và Úc. Tiếng Ý ban đầu và chủ yếu dựa vào phương ngữ Florentine: sau đó nó bị ảnh hưởng sâu sắc bởi hầu hết các ngôn ngữ khu vực của Ý trong khi phát âm chuẩn của nó (được gọi là Pronuncia Fiorentina Emendata, Amended Florentine Pronunciation) dựa trên giọng của phương ngữ Roma; đây là những lý do tại sao tiếng Ý khác biệt đáng kể với tiếng Tuscan và phương ngữ Florentine của nó.[5]

### Trung Ý

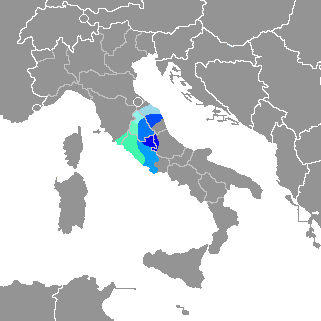
Các phương ngữ Trung Ý

- Phương ngữ Ý Trung nhân, hay tiếng Latinh-Umbria-Marche và trong ngôn ngữ học của Ý là "phương ngữ Ý Trung", chủ yếu được nói ở các khu vực: Lazio (bao gồm Roma); Umbria; trung tâm Marche; một phần nhỏ của Abruzzo và Toscana.

### Napoli

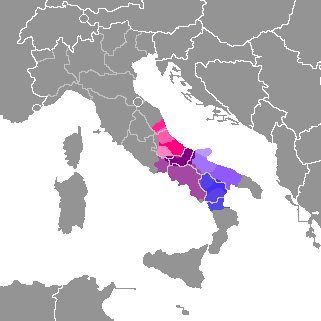
Các phương ngữ Napoli

- Tiếng Napoli hay được biết đến trong ngôn ngữ học Ý là "nhóm phương ngữ nam trung", được nói ở: miền nam Marche; cực nam Lazio; Abruzzo; Molise; Campania (bao gồm cả Napoli); Basilicata; và mạn bắc của cả Pulia và Calabria.

### Sicilia

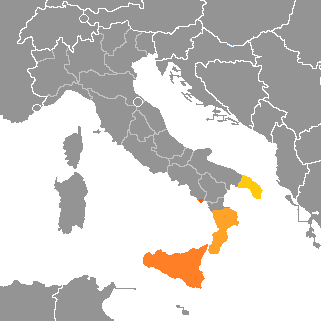
Các phương ngữ Sicilia

- Tiếng Sicilia hay được biết đến trong ngôn ngữ học Ý là "nhóm phương ngữ cực nam", được nói trên đảo Sicilia; và mạn nam của cả Calabria và Pulia; và ở Cilento, ở cực nam của Campania.
- Phương ngữ Cilento: được nói ở Cilento, chịu ảnh hưởng của cả tiếng Napoli và tiếng Sicilia.

Ngoài ra, một số ngôn ngữ nhóm Gallo-Italic được sử dụng ở Trung-Nam Ý.

### Judeo-Ý
Nhóm ngôn ngữ Judeo-Ý là các loại tiếng Ý được sử dụng bởi các cộng đồng Do Thái, giữa thế kỷ thứ 10 và thế kỷ 20, ở Ý, Corfu và Zakynthos.